# Łęczyca (Warszawa)
Łęczyca – południowo-wschodnia część warszawskiej dzielnicy Ursynów. Według Miejskiego Systemu Informacji Ursynów stanowi część obszaru Skarpa Powsińska. Graniczy z Konstancinem-Jeziorną.
Według państwowego rejestru nazw geograficznych osiedle to część miasta o identyfikatorze 173692 i SIMC 0918376.
Łęczyca zajmuje obszar wzdłuż ulicy Prawdziwka.

## Historia
W latach 1867–1954 wieś w gminie Jeziorna w powiecie warszawskim. 20 października 1933 utworzyła gromadę Łęczyca w granicach gminy Jeziorna. Następnie włączona do gromady Gawroniec-Janówek.
15 maja 1951 gromadę Gawroniec-Janówek podzielono, włączając Łęczycę do Warszawy.